# Helenowo (gmina Wierzbinek)
Helenowo – wieś sołecka w Polsce położona w województwie wielkopolskim, w powiecie konińskim, w gminie Wierzbinek. Częścią Helenowa jest miejscowość Stefanowo Racięckie.
Etymologia nazwy wsi wywodzi się od imienia Helena.
W latach 1975–1998 miejscowość administracyjnie należała do województwa konińskiego. W roku 2011 liczyła 192 mieszkańców, w tym 89 kobiet i 103 mężczyzn.